# Laurence J. Burton
Laurence J. Burton celým jménem Laurence Junior Burton (30. října 1926 Ogden, Utah, USA – 27. listopadu 2002 tamtéž) byl americký republikánský politik. Absolvoval střední školu Ogden High School a následně vysoké školy University of Utah a Utah State University. V letech 1960–1962 byl asistentem utažského guvernéra George Dewey Clydea. V letech 1963–1971 byl členem Sněmovny reprezentantů USA za první obvod státu Utah.